# VR-Baureihe L1
Die VR-Baureihe L1 waren finnische Rangierlokomotiven.

## Geschichte
Die Baureihe L1 war die erste speziell für den Rangierdienst konstruierte Lokomotive der finnischen Staatsbahn Valtionrautatiet.
Sechs der Lokomotiven blieben nach 1918 in Russland. Im Jahre 1928 kamen vier Maschinen aus Russland zurück.
Bis auf zehn Exemplare, die bei der Hanomag zwischen 1921 und 1923 gebaut wurden, entstanden alle Lokomotiven bei Tampella in Tampere.

## VR-Baureihe Vr1
Im Oktober 1942 führte die VR ein neues Bezeichnungssystem ein. Dort wurden die bisher als L1 bezeichneten Lokomotiven in die neue Baureihe Vr1 eingereiht.
Vr1 787 (90 10 0007 087-9) ist als Museumslokomotive erhalten.

## Technisches
Die Vr1 war mit einer Heusinger-Steuerung und Kolbenschiebern ausgestattet. Sie war leistungsfähig und wurde bis 1970 in Betriebswerken in ganz Finnland eingesetzt.
Es gab Lokomotiven die für Kohlefeuerung und solche, die für Holzfeuerung eingerichtet waren. Die Lokomotiven mit Holzfeuerung besaßen den typischen aufgeweiteten Kamin mit dem Funkenfänger.